# Pick Motor Company

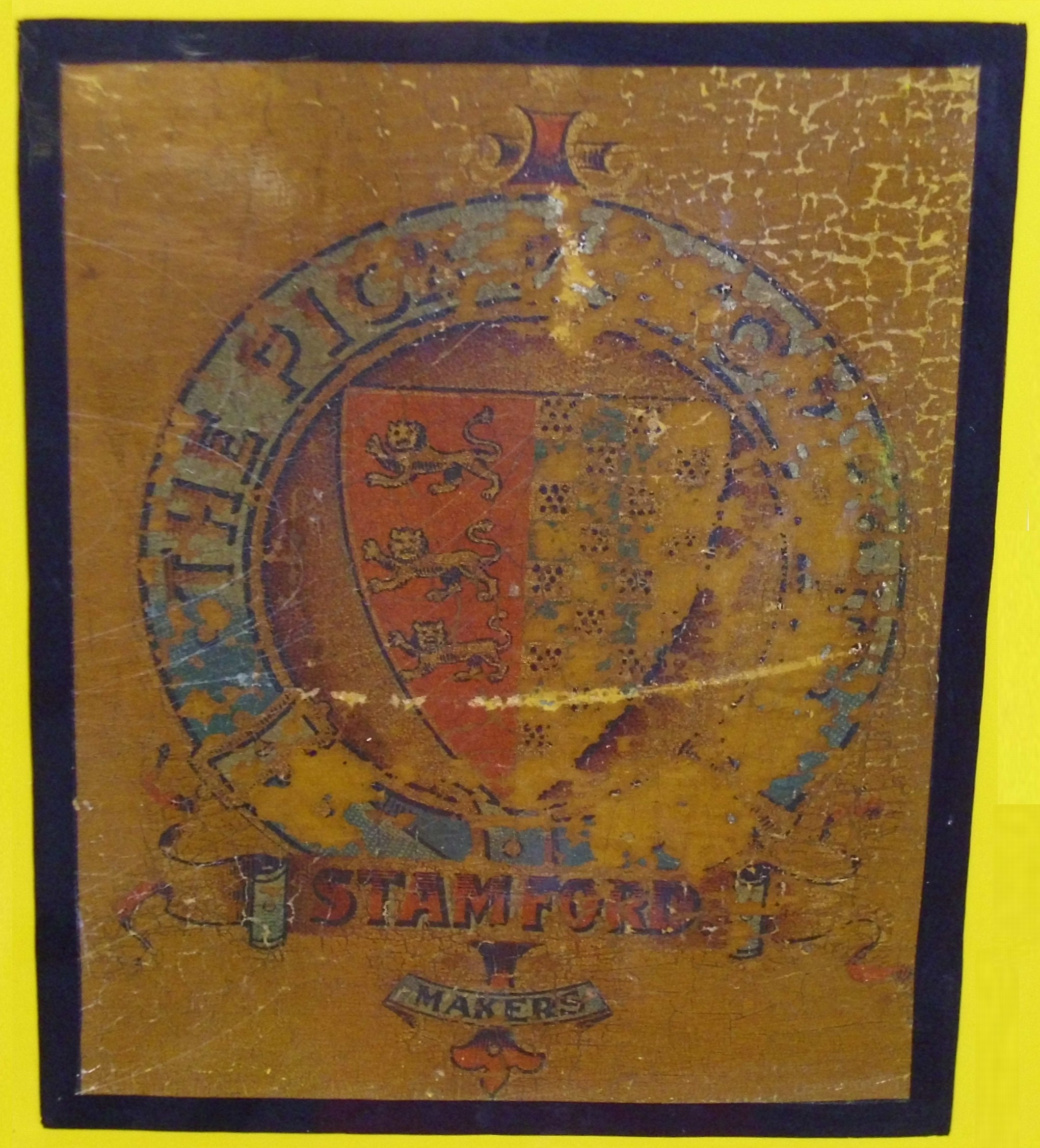
Emblem

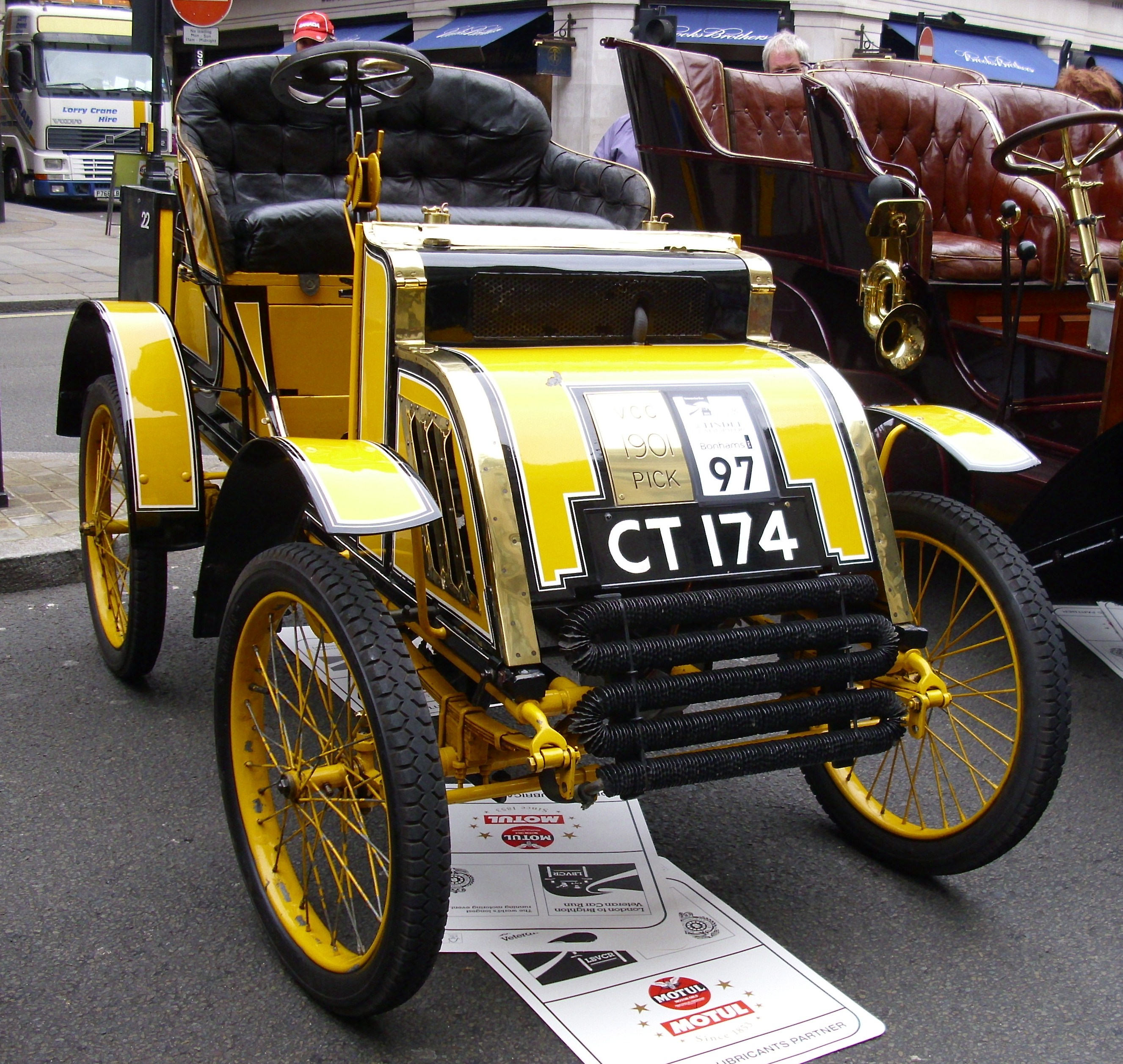
Pick von 1901

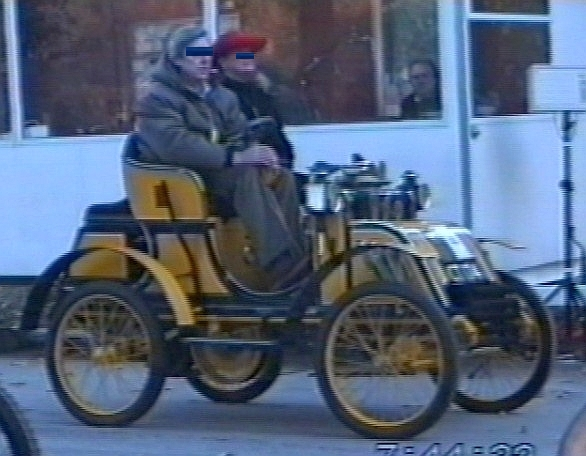
Pick von 1901

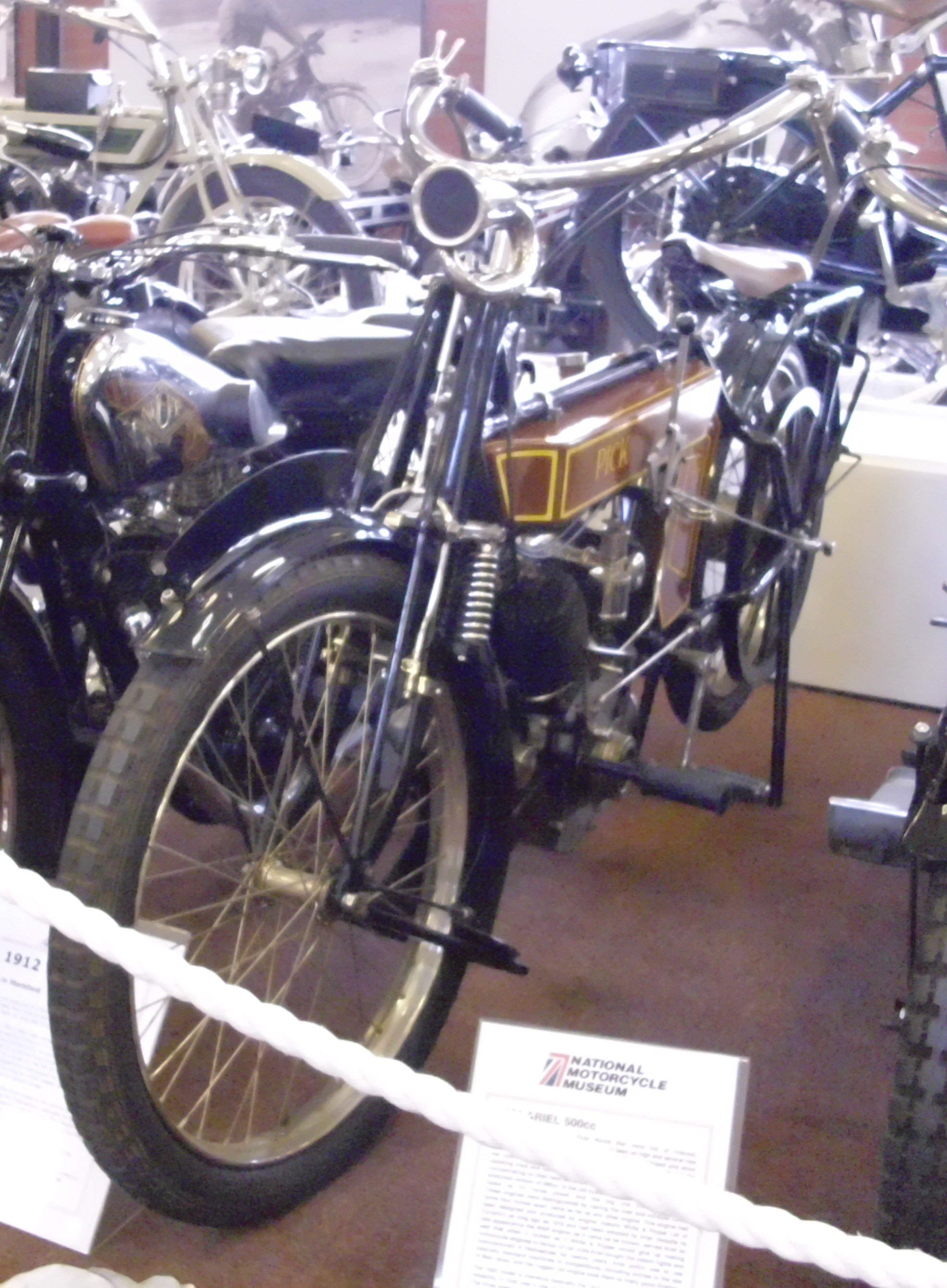
Motorrad von 1912

Pick war ein britischer Automobil- und Motorradhersteller.

## Unternehmensgeschichte
Das Unternehmen Jacques H. Pick & Co aus Stamford in Lincolnshire begann 1898 mit der Produktion von Automobilen, die als Pick angeboten wurden. 1908 erfolgte eine Umbenennung in New Pick Motor Company Limited, und 1915 eine erneute Umbenennung in Pick Motor Company Limited. Zwischen 1908 und 1915 wurden die Fahrzeuge als New Pick angeboten. 1925 endete die Produktion.

## Automobile

### Pick
Das erste Fahrzeug 1898 war ein Dogcart. 1900 folgte ein Zweisitzer mit Heckmotor. 1901 erschien das Modell 5 HP mit Frontmotor. 1903 erschienen die Modelle 6 HP mit Zweizylinder-Boxermotor und 10 HP mit Zweizylindermotor und 1432 cm³ Hubraum.
Ein Fahrzeug dieser Marke nimmt gelegentlich am London to Brighton Veteran Car Run teil.

### New Pick
1908 erschien unter dem neuen Markennamen das Vierzylindermodell 12/14 HP mit 2957 cm³ Hubraum, dem 1909 der 14/16 HP mit wahlweise 2532 cm³ oder 3232 cm³ Hubraum folgte. 1912 gab es den 16/18 HP mit 3601 cm³ Hubraum und ab 1913 den 20 HP mit dem gleichen Motor.

### Pick
Das letzte Modell war der 22,5 HP, der zwischen 1923 und 1925 angeboten wurde. Der Vierzylindermotor mit 3601 cm³ Hubraum entsprach dem Vorgängermodell.

## Motorräder
Das Unternehmen stellte auch Motorräder her. Das einzige erhalten gebliebene Motorrad stammt von 1912. Es steht im National Motorcycle Museum in Solihull.